# Josué Duverger
Josué Duverger (Montréal, 27 aprile 2000) è un calciatore canadese naturalizzato haitiano, portiere del Cosmos Coblenza e della nazionale haitiana.

## Carriera

### Club
Ha giocato nella prima divisione portoghese.

### Nazionale
Il 10 novembre 2017 ha esordito con la nazionale haitiana disputando l'amichevole vinta 1-0 contro gli Emirati Arabi Uniti.

## Statistiche

### Cronologia presenze e reti in nazionale
| Cronologia completa delle presenze e delle reti in nazionale ― Haiti | Cronologia completa delle presenze e delle reti in nazionale ― Haiti | Cronologia completa delle presenze e delle reti in nazionale ― Haiti | Cronologia completa delle presenze e delle reti in nazionale ― Haiti | Cronologia completa delle presenze e delle reti in nazionale ― Haiti | Cronologia completa delle presenze e delle reti in nazionale ― Haiti | Cronologia completa delle presenze e delle reti in nazionale ― Haiti | Cronologia completa delle presenze e delle reti in nazionale ― Haiti |
| Data                                                                 | Città                                                                | In casa                                                              | Risultato                                                            | Ospiti                                                               | Competizione                                                         | Reti                                                                 | Note                                                                 |
| -------------------------------------------------------------------- | -------------------------------------------------------------------- | -------------------------------------------------------------------- | -------------------------------------------------------------------- | -------------------------------------------------------------------- | -------------------------------------------------------------------- | -------------------------------------------------------------------- | -------------------------------------------------------------------- |
| 10-11-2017                                                           | Abu Dhabi                                                            | Emirati Arabi Uniti                                                  | 0 – 1                                                                | Haiti                                                                | Amichevole                                                           | -                                                                    | 69’                                                                  |
| 21-11-2018                                                           | El Salvador                                                          | El Salvador                                                          | 1 – 0                                                                | Haiti                                                                | Amichevole                                                           | -1                                                                   | 67’                                                                  |
| 2-7-2021                                                             | Fort Lauderdale                                                      | Haiti                                                                | 6 – 1                                                                | Saint Vincent e Grenadine                                            | Qual. Gold Cup 2021                                                  | -1                                                                   |                                                                      |
| 16-6-2021                                                            | Bridgeview                                                           | Canada                                                               | 3 – 0                                                                | Haiti                                                                | Qual. Mondiali 2022                                                  | -3                                                                   |                                                                      |
| 27-3-2022                                                            | Fort Lauderdale                                                      | Guatemala                                                            | 2 – 1                                                                | Haiti                                                                | Amichevole                                                           | -2                                                                   |                                                                      |
| 29-3-2023                                                            | San Cristóbal                                                        | Haiti                                                                | 3 – 1                                                                | Bermuda                                                              | CONCACAF Nations League 2022-2023 - Fase a gironi                    | -                                                                    | 46’                                                                  |
| Totale                                                               |                                                                      | Presenze                                                             | 6                                                                    |                                                                      | Reti                                                                 | -7                                                                   |                                                                      |